# Konstanty Stecki (pisarz)
Konstanty Stecki (ur. 17 września 1917 w Zakopanem, zm. 12 grudnia 1996 w Krakowie) – polski prozaik, autor utworów dla młodzieży, popularyzator problematyki tatrzańskiej.

## Życiorys
Syn Konstantego (1885–1978), polskiego botanika.
Studiował medycynę na Uniwersytecie Poznańskim, naukę przerwał wybuch wojny. Debiutował jako pisarz w 1936 roku na łamach Polskiego Radia. W latach 1939–1946 służył w Marynarce Wojennej na Zachodzie. Od 1947 roku mieszkał w Zakopanem. W 1949 uzyskał magisterium na Akademii Handlowej w Poznaniu.
Przewodnik tatrzański, uprawnienia przewodnickie uzyskał w 1954, od 1956 był aktywny w Zarządzie Koła Przewodników Tatrzańskich im. Klimka Bachledy w Zakopanem, a od 1967 roku przewodnikiem tatrzańskim pierwszej klasy. Speleolog, taternik, instruktor narciarski. Uprawiał taternictwo od 1936 roku. W 1953 roku był założycielem Sekcji Taternictwa Jaskiniowego w Zakopanem, i od tego samego roku członkiem GOPR-u.
Spoczywa na Cmentarzu na Pęksowym Brzysku w Zakopanem (sektor P-II-49).

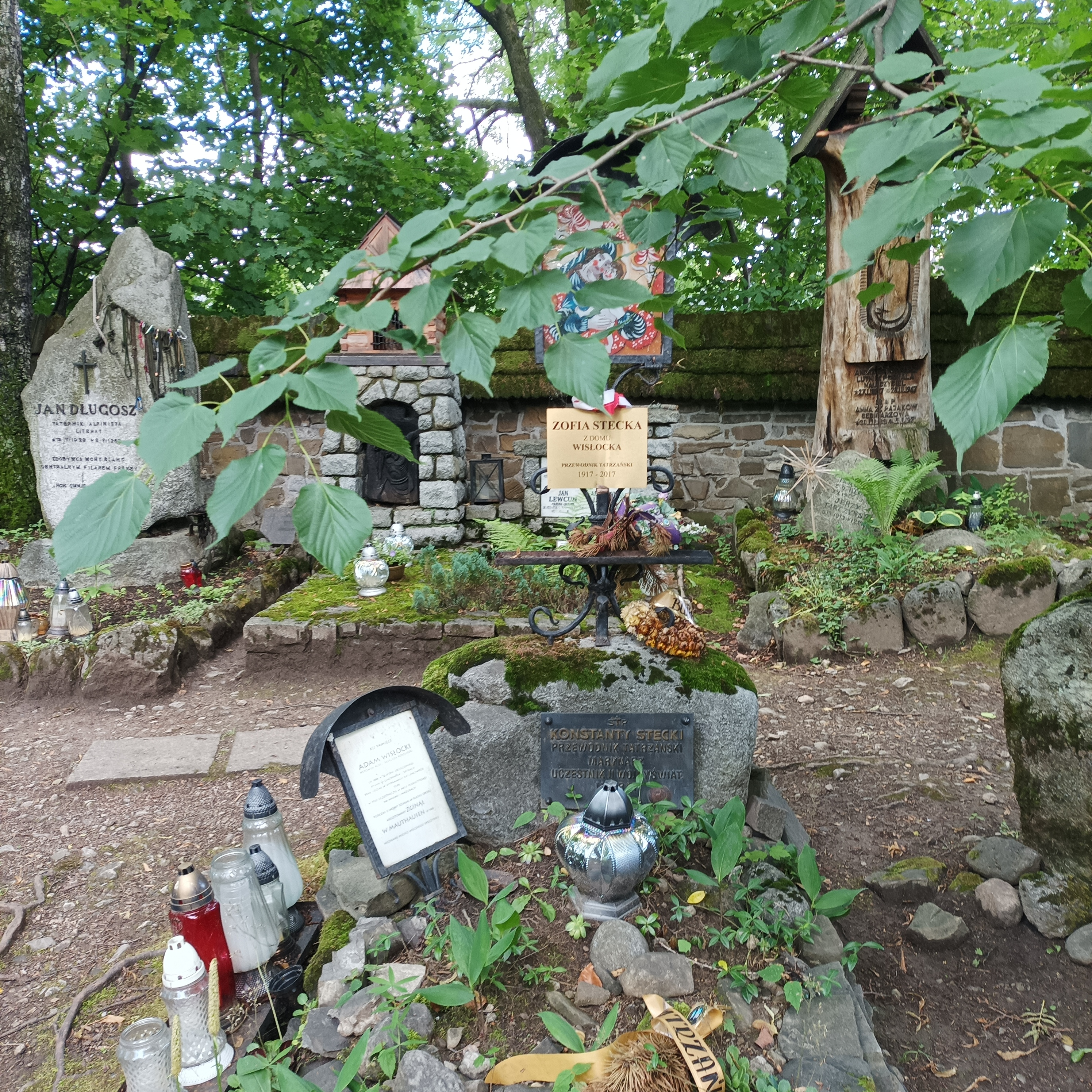
Grób Konstantego Steckiego na Cmentarzu Zasłużonych na Pęksowym Brzyzku

## Twórczość
- Za Kopanem,
- Dzieci klęski,
- Tatry na co dzień,
- Śladami poszukiwaczy skarbów,
- Zbójeckie dukaty,
- Ludzie spod niebieskiego znaku,
- Zbójnicki los,
- Sześć błysków na minutę,
- Kupiecki spadek, czyli przygody pięknej Margarety,
- Spod znaku żółwia,
- Przewodnik literacki po Zakopanem,
- Gawędy o przewodnikach tatrzańskich,
- Smoluch.